# Petranka
Petranka (ukr. Петранка) – wieś na Ukrainie w rejonie rożniatowskim obwodu iwanofrankiwskiego. W południowej części wzgórze Łopaczanka.